# Кеплер (лунный кратер)
Кратер Кеплер на Луне — крупный ударный кратер между Океаном Бурь и Морем Островов на видимой стороне Луны.
Название присвоено в честь немецкого математика, астронома, механика, оптика, первооткрывателя законов движения планет Солнечной системы Иоганна Кеплера (1571—1630); утверждено Международным астрономическим союзом в 1935 г. Образование кратера относится к коперниковскому периоду.

## Описание кратера

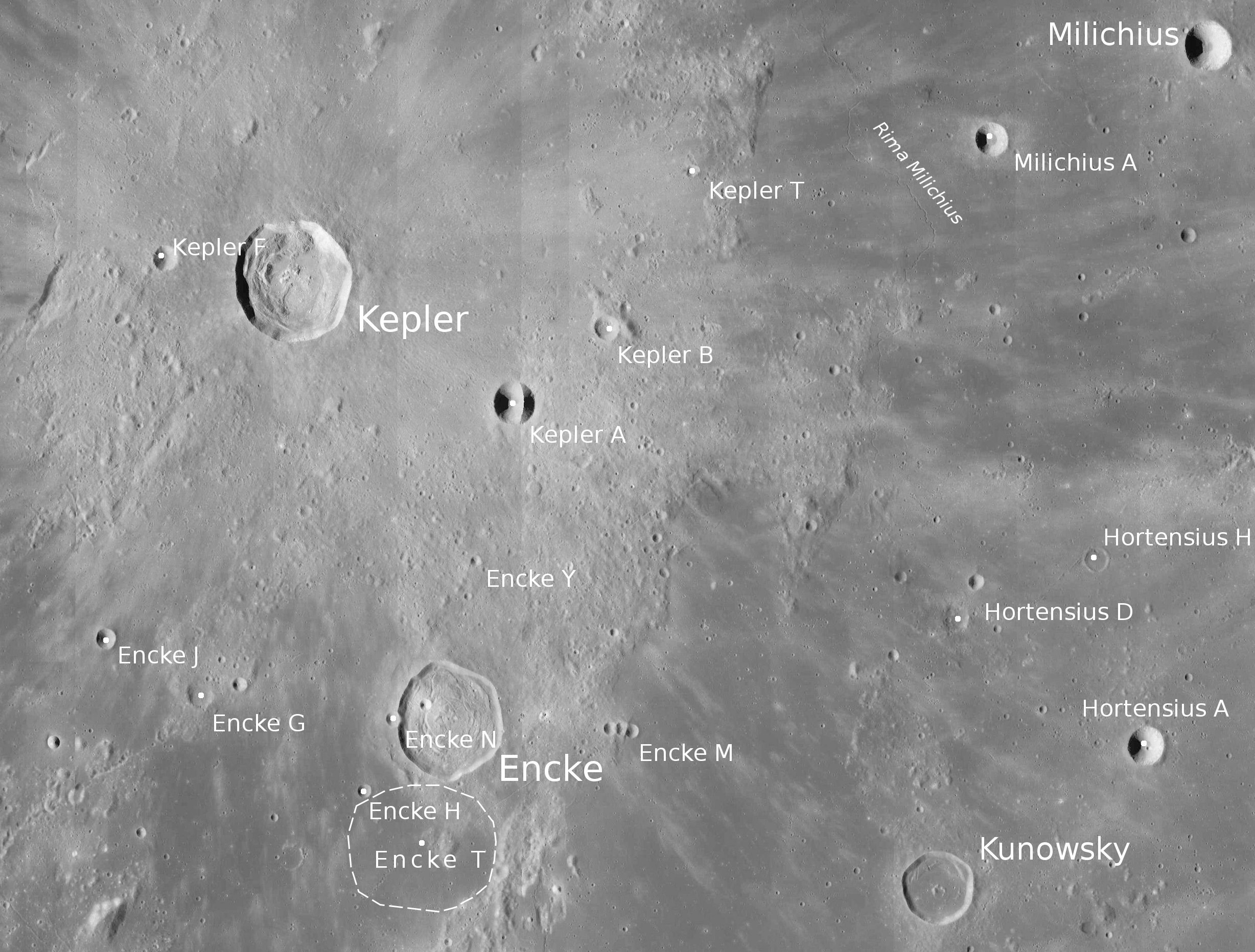
Окрестности кратера Кеплер. Снимок зонда Lunar Reconnaissance Orbiter.

Ближайшими соседями кратера являются кратер Мариус на западе-северо-западе; кратер Бессарион на севере; кратер Милихий на востоке-северо-востоке; кратер Энке на юге-юго-востоке и кратер Местлин на юго-западе.
Селенографические координаты центра кратера 8°07′ с. ш. 38°01′ з. д. / 8,12° с. ш. 38,01° з. д., диаметр 29,5 км, глубина 2,7 км.

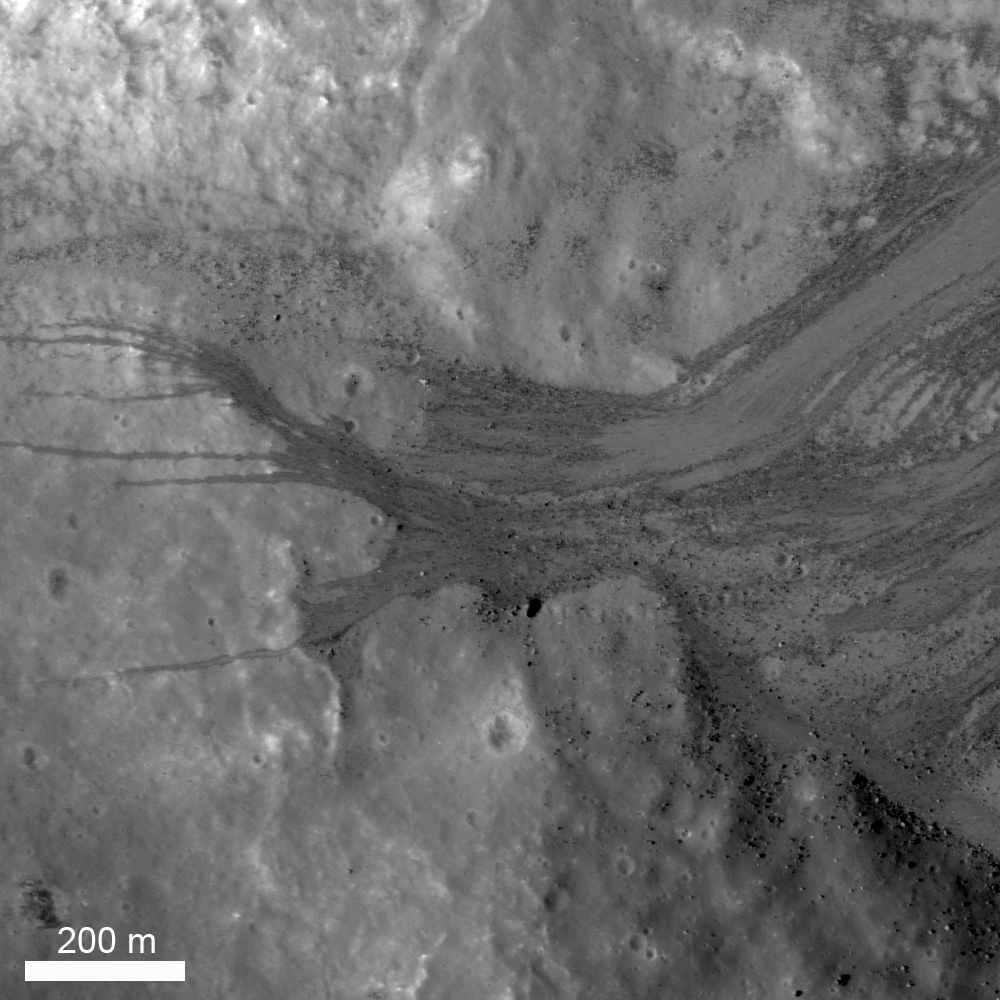
Оползни в северо-восточной части внутреннего склона кратера Кеплер. Снимок Lunar Reconnaissance Orbiter.

Кратер хорошо виден даже в маленький телескоп, так как имеет систему светлых лучей, подобно кратерам Коперник и Тихо. Система лучей простирается на расстояние свыше 300 км и перекрывает лучевые системы других кратеров. Местность вокруг кратера имеет яркость 5° по таблице яркостей Шрётера, чаша кратера имеет яркость 7°.
Кеплер имеет полигональную форму и практически не подвергся разрушению. Вал высокий, с острой, четко очерченной кромкой, внутренний склон вала террасовидной структуры, у его подножия видны следы обрушения. Уклон западной части внутреннего склона составляет 42 °. Один из пиков в западной части вала достигает высоты около 3000 м, объем кратера составляет приблизительно 660 км³. Дно чаши пересеченное, имеется небольшой центральный пик высотой около 200 м.

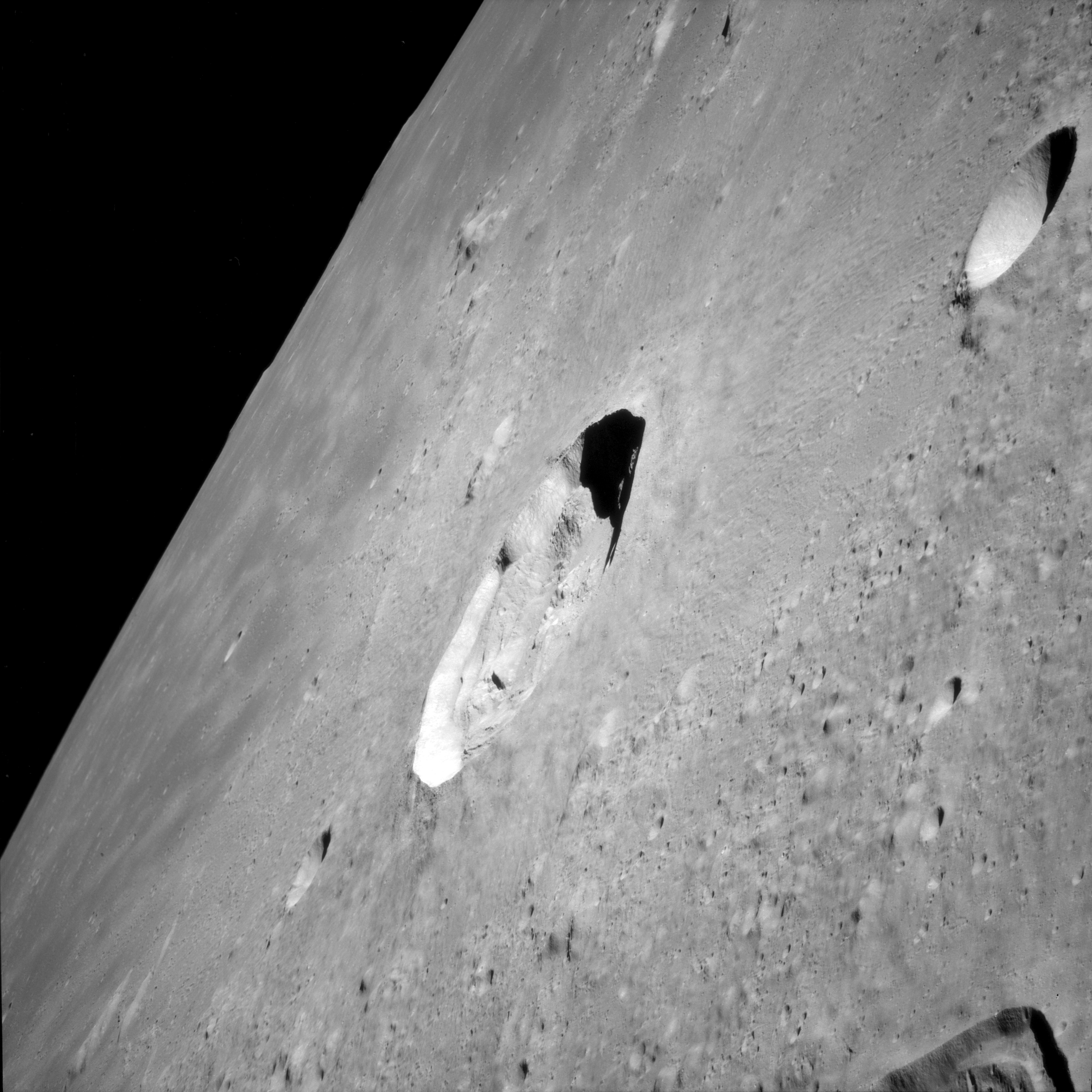
Кратер Кеплер, сфотографированный аппаратом «Аполло-12»

Кратер Кеплер включен в список кратеров с яркой системой лучей Ассоциации лунной и планетарной астрономии (ALPO) и в список кратеров с темными радиальными полосами на внутреннем склоне Ассоциации лунной и планетарной астрономии (ALPO).

## Кратковременные лунные явления
В кратере Кеплер наблюдались кратковременные лунные явления (КЛЯ) в виде свечения во время затмений, увеличения яркости, помутнения.

## Сателлитные кратеры
| Кеплер | Координаты                                            | Диаметр, км |
| ------ | ----------------------------------------------------- | ----------- |
| A      | 7°08′ с. ш. 36°07′ з. д. / 7,14° с. ш. 36,12° з. д.   | 10,7        |
| B      | 7°44′ с. ш. 35°20′ з. д. / 7,74° с. ш. 35,33° з. д.   | 6,2         |
| C      | 10°01′ с. ш. 41°52′ з. д. / 10,01° с. ш. 41,86° з. д. | 11,5        |
| D      | 7°25′ с. ш. 41°53′ з. д. / 7,42° с. ш. 41,89° з. д.   | 9,5         |
| E      | 7°23′ с. ш. 44°01′ з. д. / 7,38° с. ш. 44,02° з. д.   | 5,2         |
| F      | 8°19′ с. ш. 39°05′ з. д. / 8,31° с. ш. 39,09° з. д.   | 6,1         |
| P      | 12°13′ с. ш. 33°59′ з. д. / 12,21° с. ш. 33,99° з. д. | 4,1         |
| T      | 9°00′ с. ш. 34°37′ з. д. / 9° с. ш. 34,61° з. д.      | 2,6         |

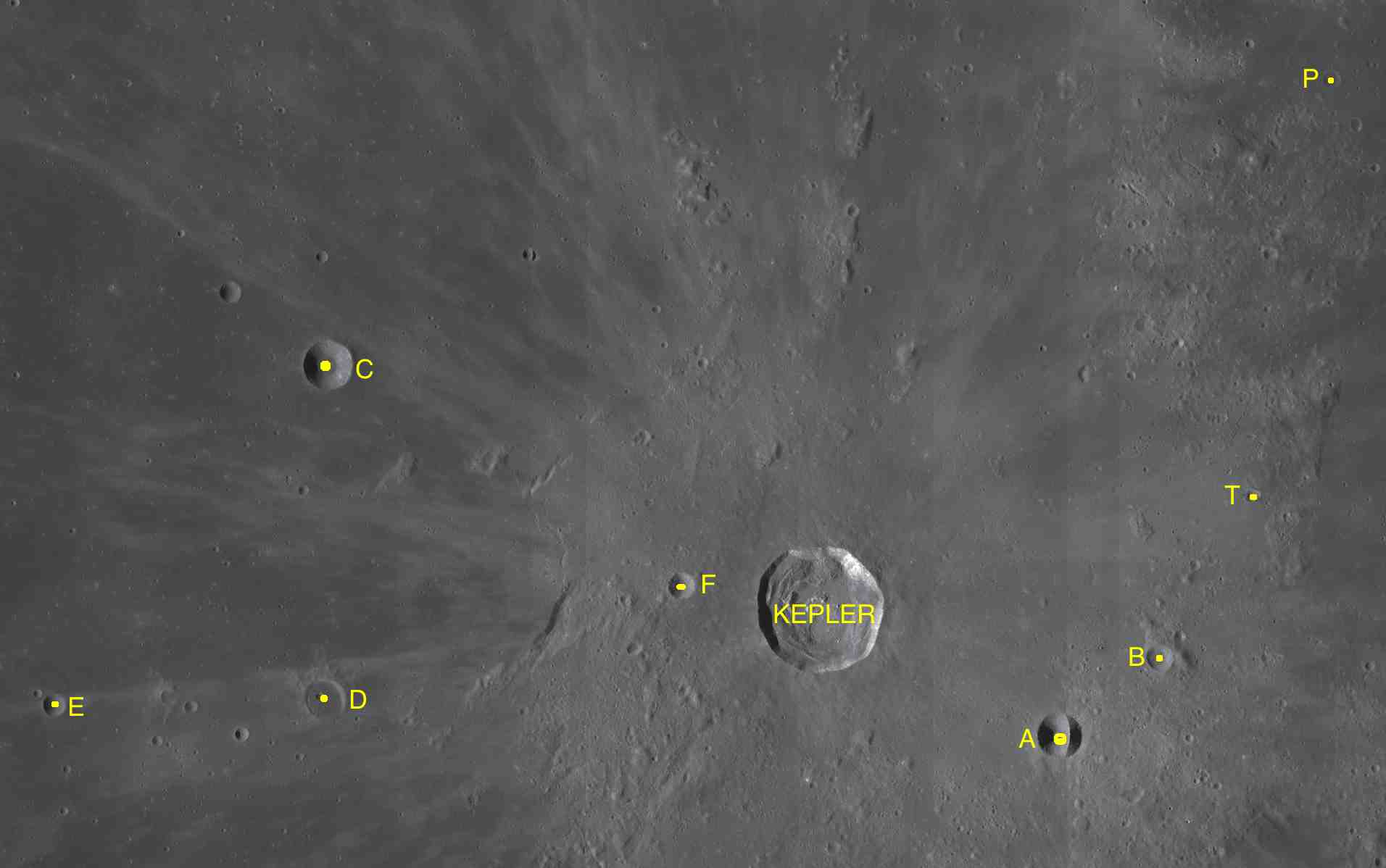
Фрагмент карты LAC-57.

- В кратере Кеплер и в сателлитном кратере Кеплер А зарегистрированы термальные аномалии во время лунных затмений. Это явление объясняется небольшим возрастом кратера и отсутствием достаточного слоя реголита, оказывающего термоизолирующее действие.
- Образование сателлитного кратера Кеплер А относится к коперниковскому периоду[6].
- Образование сателлитных кратеров Кеплер C и E относится к эратосфенскому периоду[6].
- Образование сателлитного кратера Кеплер D относится к раннеимбрийскому периоду[6].

## См.также
- Список кратеров на Луне
- Лунный кратер
- Морфологический каталог кратеров Луны
- Планетная номенклатура
- Селенография
- Минералогия Луны
- Геология Луны
- Поздняя тяжёлая бомбардировка